# 上地駅
上地駅（じょうちえき）は中華人民共和国北京市海淀区に位置する北京地下鉄13号線の駅である。駅番号は(1305)。

## 駅構造
- 相対式ホーム2面2線を有する高架駅。出口はAとBの2箇所ある。

| 13号線のりば | 相対式ホーム       |
| 13号線のりば | ←13号線 西直門方面 |
| 13号線のりば | 13号線 東直門方面→ |
| 13号線のりば | 相対式ホーム       |

## 駅周辺
- 北京卡夫食品有限公司
- 时代集団
- 彩虹集団
- 联想集団 （レノボ）
- 科貿大厦
- 上地建材城
- 北京体育大学

## 歴史
- 2002年9月28日 - 開業。

## 隣の駅
北京地下鉄
■13号線
五道口駅 (1304) - 清華東路西口駅 - 上地駅 (1305) - 清河駅
座標: 北緯40度01分55秒 東経116度18分51秒 / 北緯40.03181度 東経116.31409度